# Winnetou w Dolinie Śmierci
Winnetou w Dolinie Śmierci (niem. Winnetou und Shatterhand im Tal der Toten, serb.-chorw. Winnetou i Shatterhand u Dolini smrt, wł. L’uomo dal lungo fucile) – zachodnioniemiecko-jugosłowiańsko-włoski film przygodowy z 1968 roku, będącą częścią cyklu filmów o przygodach Apacza Winnetou i jego przyjaciół, zainspirowanego cyklem powieści Karla Maya. Zdjęcia kręcono na terenie dzisiejszej Chorwacji oraz Bośni i Hercegowiny.
Polska premiera odbyła się w potrójnym pokazie z dokumentem „Champion” produkcji WFD z 1970 roku oraz reportażem Pod Wierchami Wytwórnia Filmów „Czołówka” z 1970

## Fabuła
Majora Kingsleya posądza się o sprzeniewierzenie złota, które miał on wywieźć z zagrożonego fortu Dawson. W obronie wojskowego stają: jego córka Mabel oraz Old Shatterhand. Niestety, rozprawa zostaje odroczona, a dziewczynę uprowadzają bandyci chcący przechwycić ostatni list ojca do niej. Przed śmiercią Kingsley wyjawia Winnetou miejsce ukrycia złota. Old Shatterhand uwalnia Mabel i oboje wraz z delegowanym przez sąd porucznikiem Cummingsem ruszają na spotkanie z Apaczem. Tymczasem do walki o przejęcie skarbu dołącza plemię Siuksów. Jednak to Winnetou oraz Old Shatterhandowi udaje się jako pierwszym dotrzeć do Doliny Śmierci. Tam wśród grobowców dawnych wodzów indiańskich ukryte jest złoto. W ostatniej chwili przestępcy znów porywają Mabel i zmuszają jej towarzyszy do oddania cennego znaleziska. Jednocześnie pociski wystrzelone przez przybyłych Siuksów powodują wybuch gazu ziemnego. Dochodzi do katastrofy.

## Obsada
- Pierre Brice – Winnetou
- Thomas Eckelmann – Winnetou (głos)
- Lex Barker – Old Shatterhand
- Gert Günther Hoffmann – Old Shatterhand (głos)
- Karin Dor – Mabel Kingsley
- Rik Battaglia – Murdock
- Ralf Wolter – Sam Hawkens
- Eddi Arent – lord Castlepool
- Vladimir Medar – szeryf
- Wolfgang Amerbacher – szeryf (głos)
- Branco Špoljar – Cranfield
- Gerd Martienzen – Cranfield (głos)
- Frederick Tully – porucznik Cummings
- Claus Jurichs – porucznik Cummings (głos)
- Vojislav Govedarica – wódz Czerwony Bawół
- Sima Janićijević – major Kingsley
- Knut Hartwig – major Kingsley (głos)
- Ilija Ivezić – Davis
- Šimun Jagarinec –  wódz Białe Pióro
- Milan Sosa – Meadows
- Kurt Waitzmann – pułkownik Bergson
- Heinz Welzel – sędzia
- Vladimir Leib – Mann in Kutsche
- Ivo Kristof – Craig
- Nikola Gec – Boone
- Vladimir Bacić – Brown
- Miro Buhin – żołnierz #1
- Valent Borović – żołnierz #2
- Mirko Kraljev – osadnik Adams
- Dusko Ercegović – gospodarz saloonu
- Vida Jerman – Rose
- Ute Marin – Rose (głos)
- Rajko Zakarija – pianista w saloonie
- Slavica Orlović – Smukły Jeleń
- Drago Sosa – bandyta
- Vladimir Simać – woźnica #1
- Stjepan Spoljavić – woźnica #2

## Wersja polska
Opracowanie i udźwiękowienie wersji polskiej: Studio Opracowań Filmów w Warszawie

Reżyseria: Jerzy Twardowski

Tłumaczenie: Grażyna Dyksińska-Rogalska

Wystąpili:
- Henryk Czyż – Winnetou
- Jerzy Kamas – Old Shatterhand
- Joanna Ciemniewska – Mabel Kingsley
- Konrad Morawski – Sam Hawkens
- Roman Wilhelmi – Murdock
- Tadeusz Surowa – lord Castlepool
- Andrzej Szajewski – porucznik Cummings
- Janusz Zakrzeński
- Marian Kociniak
- Mieczysław Stoor
- Lech Ordon
- Zdzisław Salaburski

i inni